# Helena Revoredo Delvecchio
Helena Irene Revoredo Delvecchio (Rosario (Argentina), 1947) és una empresària i mecenes argentina.
Es llicencià en administració d'empreses per la Universitat Catòlica de Buenos Aires i l'IESE. Es casà amb Herberto Gut, qui el 1976 fundà l'empresa de seguretat Prosegur, de la que el 1996 en fou nomenada vicepresidenta. Ha estat presidenta de l'Associació d'empresa Familiar de Madrid i consellera de l'Institut de l'Empresa Familiar.
Des de 1997 és presidenta de la Fundació Prosegur i des de 2004 presidenta de Prosegur. El 2004 també fou nomenada presidenta de l'Eurofòrum. També forma part dels consells d'administració de Mediaset España Comunicación des de 2009, del Banco Popular Español des de 2007 i d'Endesa des de 2014. El 2007 va rebre el Premi Juan Lladó. Ocupa el lloc 22 de la classificació de la revista Forbes de les cent majors fortunes d'Espanya, amb un patrimoni de 1.550 milions.